# موش پرنده
موش پرنده (نام علمی: Idiurus) نام یک سرده از خانواده سنجاب‌های دم‌پولکی است.

## گونه‌ها
- Long-eared flying mouse (Idiurus macrotis)
- Pygmy scaly-tailed flying squirrel (Idiurus zenkeri)